# The Cleansing Hour
The Cleansing Hour és una pel·lícula de terror estatunidenca del 2019 dirigida per Damien LeVeck sobre un exorcisme televisat en escena que pren un gir nefast. La pel·lícula és una adaptació d'un curtmetratge del mateix nom que LeVeck va estrenar el 2016.
The Cleansing Hour es va publicar al servei de streaming Shudder el 8 d'octubre de 2020.

## Argument
Els amics de la infància Max i Drew presenten The Cleansing Hour, un popular programa de transmissió en directe on "Father Max" exorcitza una persona posseïda durant cada episodi. En realitat, cada possessió és falsa, ja que estan acuradament escrites i orquestades per atraure els espectadors a que els agrada i segueixin els seus vídeos i compren béns. En Max està obsessionat amb atraure el màxim de públic possible i guanyar un nombre més gran. La núvia de Drew, Lane, és infeliç però li dona suport, fins i tot arriba a acceptar intervenir com a persona posseïda quan l'actor del seu episodi actual no apareix.
A mesura que comença el corrent, queda clar que Lane s'ha posat realment posseït. El dimoni mata molts dels membres de la tripulació un per un, deixant amb el temps només vius a Drew i Max. També els obliga a tots dos a confessar tots els secrets que ha amagat. Això comença amb Max confessant que l'espectacle és fals, però a mesura que continua el corrent, confessa haver assassinat accidentalment una monja mentre era un escolar. Tant ell com en Drew van assistir a la mateixa escola catòlica de nens, on sovint eren colpejats per una monja sàdica mentre ella els castigava per pecats reals o imaginaris. Durant una pallissa especialment dolenta, Max la va matar per salvar en Drew, una experiència que el va marcar i el va seguir durant tota la seva vida. També confessa que una vegada va ser sacerdot, però que va marxar després de presenciar els diferents abusos del sacerdoci catòlic que van romandre sense control i impune. Aleshores va llançar el programa, pensant que no faria mal a ningú.
A mesura que augmenta el nombre d'espectadors, en Drew s'adona que el dimoni està utilitzant el corrent per als seus propis propòsits i talla l'alimentació, suposant que el seu desig és humiliar l'església catòlica. Torna a connectar el canal després d'identificar el dimoni com Aamon fent servir diverses pistes en el seu discurs al llarg del flux en una base de dades. Aleshores, el dimoni obliga a una darrera revelació, que Max i Lane havien dormit junts abans de conèixer-la en Drew. Aquesta veritat gairebé ho fa descarrilar tot, però l'augment del nombre d'espectadors fa que recordin realitzar els ritus d'exorcisme. El dimoni és expulsat de Lane, però tot el procés ha deixat l'amistat de Max i Drew trencada. Aquesta pau tensa és de curta durada, ja que el dimoni torna a aparèixer davant del trio per revelar que els va enganyar. Mai va ser Aamon, sinó el mateix Lucifer, i va posseir Lane per accedir al corrent i posseir tots els observadors actuals, que ara supera els 17.000.000 milions. Els espectadors posseïts ataquen a tots els que els envolten, inclòs el president dels Estats Units pel seu fill, un dels molts espectadors.
Els crèdits finals mostren tot el caos causat pels posseïts arreu del món.

## Repartiment
- Ryan Guzman com a Max
- Kyle Gallner com a Drew
- Alix Angelis com a Lane
- Chris Lew Kum Hoi com a Chris
- Daniel Hoffmann-Gill com a Tommy
- Emma Holzer com a Riley
- Joanna David com a Schoolmarm
- Ionut Grama com a Humberto
- Tara Karsian com a Veu de Lane posseïda
- Jynarra Brinson com a Desiree
- Ana Udroiu com a Brenda
- Aaron McVeigh com Young Drew
- Lucas Bond com Young Max
- Sean Hamilton com a Bryce

## Llançament
The Cleansing Hour es va projectar per primera vegada al Festival de Cinema Fantàstic Europeu d'Estrasburg el 18 de setembre de 2019, followed by its official world premiere at Fantastic Fest the next day. La pel·lícula es va projectar a diversos festivals de cinema, inclosa la seva estrena al Regne Unit al FrightFest on March 6, 2020.
La pel·lícula es va estrenar al servei de streaming Shudder el 8 d'octubre de 2020.

## Recepció
La recepció de la pel·lícula ha estat generalment positiva i la pel·lícula té una valoració del 73 % a Rotten Tomatoes basat en 26 ressenyes, amb una puntuació mitjana de 5.8/10. Elogi habitual per a la pel·lícula centrat en la cinematografia de la pel·lícula i els efectes pràctics. Mitjans com Bloody Disgusting, SciFiNow, i Rue Morgue van criticar la pel·lícula perquè no portava prou elements nous per fer-la resistir a d'altres pel·lícules de possessió similars, com ara L'exorcista.